# Бушуиха (посёлок)
Бушуиха — посёлок в Грязовецком районе Вологодской области на реке Кохтыш.
Входит в состав Комьянского муниципального образования, с точки зрения административно-территориального деления — центр Ведерковского сельсовета.
Расстояние до районного центра Грязовца по автодороге — 35 км, до центра муниципального образования Хорошево по прямой — 10 км. Ближайшие населённые пункты — Ивняк, Заречье, Низовка, Зимняк.
По переписи 2002 года население — 437 человек (204 мужчины, 233 женщины). Преобладающая национальность — русские (99 %).
В посёлке имеется Дом культуры, несколько магазинов, медпункт, ателье по пошиву одежды почта, до середины двухтысячных годов была Совхозная средняя общеобразовательная школа, и до 2012 года сберкасса.
Центральная усадьба бывшего совхоза "Бушуиха".
В царские годы в посёлке располагался Арсениево-Комельский Ризоположенский мужской (с 1904 года женский) монастырь, в настоящее время осталось только настоятельский и братский корпуса.
Жила вологодская поэтесса Наталья Сидорова.
В центре посёлка в небольшом парке установлен обелиск участникам Великой Отечественной войны 1941—1945 г.г.